# اندیس گرانیت خان محمد چاه
گرانیت خان محمد چاه یک اندیس مصالح ساختمانی است که در  استان سیستان و بلوچستان قرار دارد و مادهٔ معدنی موجود در آن، گرانیت است.سنگ میزبان این اندیس گرانیت است و دیرینگی آن به دوران پالئوژن_ائوسن می‌رسد. 